# Sydvästra Finlands Skyddskår

Sydvästra Finlands skyddskårs märke.

Sydvästra Finlands Skyddskår var ett truppförband i Finland under det finska inbördeskriget. Kåren grundades i Nystad under den första veckan i februari 1918 och kallas ofta Nystadskåren. Förbandet bestod av en grupp på 600 man som flytt främst från Åbo efter de rödas maktövertagande i södra Finland under januari 1918. Gruppen bestod av män från Åbo skyddskår, Åbos högre borgarskap, bondpojkar och andra som av patriotisk iver anslutit sig.
Nystadskåren var en av många skyddskårer i Finland mellan åren 1917 och 1947.
Kåren var under befäl av Johan Christian Fabritius i februari månad inblandad i striderna på Åland. Striderna kulminerade i det så kallade Godbyslaget den 17 och 19 februari 1918. I striderna mot ett rött garde från Åbo förlorade Nystadskåren 3 man. Striderna slutade oavgjort. Efter att Sverige medlat mellan de stridande parterna stöts den 21 februari ett fredsfördrag mellan revolutionära verkställande kommittén för ryska garnisonen på Åland och Sydvästra Finlands Skyddskår. Enligt avtalet skulle Åland utrymmas av både de ryska och de finska trupperna. Nystadskåren avväpnades och lämnade Åland den 24 februari för vidare transport till norra Finland.